# Thorsten Margis
Thorsten Margis (* 14. srpna 1989 Bad Honnef, Severní Porýní-Vestfálsko) je německý bobista, který jezdí na pozici brzdaře.

## Kariéra
Začínal jako desetibojař a na mistrovství světa juniorů v atletice 2008 obsadil čtvrté místo. Jízdě na bobech se věnuje od roku 2011, původně v klubu BSR Rennsteig Oberhof, pak přestoupil do SV Halle. V roce 2013 debutoval ve Světovém poháru a stal se juniorským mistrem světa. 
Na Zimních olympijských hrách 2014 obsadil se čtyřbobem osmé místo. Na ZOH 2018 dosáhl německý dvojbob ve složení Thorsten Margis a Francesco Friedrich celkového času 3:16,86 stejně jako Kanaďané Justin Kripps a Alexander Kopacz a obě posádky získaly zlaté medaile. Margis byl na hrách v Pchjongčchang také brzdařem vítězného německého čtyřbobu. Na ZOH 2022 obhájil Margis prvenství v závodě dvojbobů i čtyřbobů a nesl německou vlajku při slavnostním zakončení her.
Je devítinásobným vítězem mistrovství světa IBSF. Na dvojbobu zvítězil v letech 2015, 2016, 2017, 2019 a 2020, na čtyřbobu v letech 2017, 2019, 2021 a 2023. Na mistrovství Evropy v jízdě na bobech byl v posádce vítězného dvojbobu v letech 2017, 2018, 2021 a 2022 a vítězného čtyřbobu v roce 2021. Vyhrál také 49 závodů Světového poháru.   